# Семенівська сільська рада (Близнюківський район)
Семені́вська сільська́ ра́да — адміністративно-територіальна одиниця та орган місцевого самоврядування у Близнюківському районі Харківської області. Адміністративний центр — село Семенівка.

## Загальні відомості
- Семенівська сільська рада утворена в 1965 році.
- Територія ради: 67,4 км²
- Населення ради: 625 осіб (станом на 2001 рік)
- Територією ради протікає річка Сухий Торець.

## Населені пункти
Сільській раді підпорядковані населені пункти:
- с. Семенівка
- с. Дубове
- с. Плахтіївка

## Склад ради
Рада складається з 12 депутатів та голови.
- Голова ради: Гонтар Валерій Григорович
- Секретар ради: Редько Алла Павлівна

### Керівний склад попередніх скликань
| Прізвище, ім'я, по батькові | Основні відомості                                                                     | Дата обрання | Дата звільнення |
| --------------------------- | ------------------------------------------------------------------------------------- | ------------ | --------------- |
| Гонтар Валерій Григорович   | Сільський голова, 1956 року народження, освіта середня загальна, член Партії регіонів | 26.03.2006   | 31.10.2010      |
| Гонтар Валерій Григорович   | Сільський голова, 1956 року народження, освіта середня загальна, безпартійний         | 31.10.2010   |                 |

Примітка: таблиця складена за даними сайту Верховної Ради України

### Депутати
За результатами місцевих виборів 2010 року депутатами ради стали:

#### За суб'єктами висування
| Суб'єкт висування                                       | Кількість обраних депутатів | %    |
| ------------------------------------------------------- | --------------------------- | ---- |
| Партія регіонів                                         | 5                           | 41,7 |
| Комуністична партія України                             | 4                           | 33,3 |
| Політична партія Всеукраїнське об'єднання «Батьківщина» | 3                           | 25   |

#### За округами
| № округу                                                | Прізвище, ім'я, по батькові       | Дата визнання обраним | Освіта  | Партійна приналежність                        | Відомості про обраного депутата                      |
| ------------------------------------------------------- | --------------------------------- | --------------------- | ------- | --------------------------------------------- | ---------------------------------------------------- |
| Комуністична партія України                             |                                   |                       |         |                                               |                                                      |
| 2                                                       | Гонтар Надія Василівна            | 04.11.2010            | середня | позапартійна                                  | Семенівська сільська бібліотека, завідувачка         |
| 6                                                       | Остроушко Валентина Олександрівна | 04.11.2010            | середня | позапартійна                                  | Семенівський вузол зв'язку, листоноша                |
| 8                                                       | Остроушко Зоя Іванівна            | 04.11.2010            | вища    | позапартійна                                  | Семенівська загальноосвітня школа I-III ст., вчитель |
| 12                                                      | Прокопенко Наталія Володимирівна  | 04.11.2010            | середня | позапартійна                                  | тимчасово не працює                                  |
| Партія регіонів                                         |                                   |                       |         |                                               |                                                      |
| 3                                                       | Шевченко Наталія Леонідівна       | 04.11.2010            | середня | позапартійна                                  | тимчасово не працює                                  |
| 4                                                       | Гайворонський Іван Миколайович    | 04.11.2010            | середня | член Партії регіонів                          | тимчасово не працює                                  |
| 5                                                       | Гончаров Василь Володимирівна     | 04.11.2010            | середня | член Партії регіонів                          | тимчасово не працює                                  |
| 7                                                       | Карпенко Олександр Васильович     | 04.11.2010            | середня | член Партії регіонів                          | тимчасово не працює                                  |
| 9                                                       | Скомороха Людмила Павлівна        | 04.11.2010            | вища    | член Партії регіонів                          | Семенівська загальноосвітня школа I-III ст., вчитель |
| Політична партія Всеукраїнське об'єднання «Батьківщина» |                                   |                       |         |                                               |                                                      |
| 1                                                       | Захарова Наталія Миколаївна       | 04.11.2010            | середня | позапартійна                                  | Семенівська сільська рада, бухгалтер                 |
| 10                                                      | Абрамова Світлана Миколаївна      | 04.11.2010            | середня | член Всеукраїнського об'єднання «Батьківщина» | Семенівська загальноосвітня школа I-III ст., кухар   |
| 11                                                      | Редько Алла Павлівна              | 04.11.2010            | середня | позапартійна                                  | Семенівська сільська рада, секретар                  |